# 遠藤剛生
遠藤 剛生（えんどう たかお、1941年（昭和16年） 2月10日 - ）は、日本の建築家。遠藤剛生建築事務所代表。神戸芸術工科大学特別教授。
山形県出身。1964年、大阪工業大学工学部建築学科卒業、1969年、遠藤剛生建築設計事務所設立。同年生まれに伊東豊雄や安藤忠雄など世界的に著名な建築家がおり、日本建築界において花の16年といわれる昭和16年生まれの建築家の一人である。

## 受賞歴
- 1981年 - 第1回大阪市景観建築賞大阪府知事賞（千里山ロイヤルマンション）
- 1987年 - 第2回日本建築士会連合会賞 優秀賞（キーエンス）
- 1991年 - 第4回住宅月間功労者賞 建築大臣賞（大阪府営東大阪吉田住宅）
- 1992年 - 商環境デザイン賞 優秀賞・特別賞（熊本農業公園）
- 1993年 - 第8回日本建築士会連合会賞 優秀賞（熊本農業公園）
- 1994年 - 建設省都市景観大賞〈都市景観100選部門〉（西宮名塩ニュータウン）
- 1998年 - 第10回住宅月間功労者賞 住宅局長賞（長野今井ニュータウン）
- 2002年 - 第22回大阪都市景観建築賞 奨励賞（ローレルスクエア豊中緑丘）
- 2003年 - グッドデザイン賞（リーセントヒルズステーションフロント）
- 2005年 - 第25回大阪都市景観建築賞 箕面マーケットパークヴィソラが奨励賞、2005年）
- 2006年 - 第1回おおさか優良緑化賞 知事賞（公益社千里会館、2006年）
- 2006年 - 第14回大阪心ふれあうまちづくり賞 大阪府知事特別賞（公益社千里会館、2006年）
- 2009年 - 第28回大阪都市景観建築賞 奨励賞（公益社千里会館、2009年）
- 2009年 - 第3回吹田市都市景観賞（いいでしょこのまち賞）（公益社千里会館、2009年）
- 2015年 - グッドデザイン賞（グッドデザイン賞受賞掲載サイト）（災害公営住宅 [南三陸町　町営入谷復興住宅]、利用開始2014年8月）

## 著書
- 『SD9503 集合住宅の原風景』　共著、鹿島出版会、1995年
- 『ヴィジュアル版建築入門 5 建築の言語』　共著、彰国社、2002年